# Itaquascon globuliferum
Itaquascon globuliferum är en djurart som tillhör fylumet trögkrypare, och som beskrevs av Abe och Ito 1994. Itaquascon globuliferum ingår i släktet Itaquascon och familjen Hypsibiidae. Inga underarter finns listade i Catalogue of Life.